# Austin Currie
Joseph Austin Currie (11 octobre 1939 – 9 novembre 2021) est un homme politique irlandais qui est ministre d'État chargé des droits de l'enfant de 1994 à 1997. Il est Teachta Dála (TD) pour la circonscription de Dublin West de 1989 à 2002, pour le Fine Gael, et membre du Parlement d'Irlande du Nord pour East Tyrone de 1964 à 1972, représentant le Parti nationaliste et plus tard le Parti social-démocrate et travailliste (SDLP).

## Jeunesse
Né à Coalisland, dans le comté de Tyrone, le 11 octobre 1939, Austin est l'aîné de 11 enfants nés de Mary (née O'Donnell) et de John Currie. Il fait ses études à la célèbre académie St Patrick de Dungannon et est diplômé en politique et en histoire de l'université Queen's de Belfast. Le 20 juin 1968, il squatte une maison de Kinnard Park donnée à un secrétaire unioniste lors d'une manifestation pour le logement à Caledon. Les 14 maisons du nouveau complexe communal avaient été attribuées à des protestants. Alors député en exercice au Parlement local d'Irlande du Nord, la protestation de Currie est approuvée à l'unanimité par le Parti nationaliste le lendemain. C'est l'un des catalyseurs du mouvement des droits civiques en Irlande du Nord.

## Carrière politique

### Irlande du Nord
Currie devient un membre actif de l'Association nord-irlandaise pour les droits civiques.
En 1964, il est élu lors d'une élection partielle comme député nationaliste d'East Tyrone à la Chambre des communes du Parlement d'Irlande du Nord, à la suite du décès du député nationaliste en exercice, Joe Stewart. Il conserve son siège aux élections générales en novembre 1965 et de février 1969. Il s'agit de la dernière élection du Parlement local à Stormort, avant qu'il ne soit suspendu par le gouvernement britannique en mars 1972 et officiellement aboli en juillet 1973.

#### Cofondateur du SDLP
En 1970, il est l'un des fondateurs du groupe qui crée le Parti social-démocrate et travailliste (SDLP). De 1973 à 1974, Currie est élu membre du SDLP dans l'éphémère Assemblée décentralisée d'Irlande du Nord. En 1974, il devient whip en chef du SDLP et, la même année, ministre du Logement, du Gouvernement local et de la Planification au sein de l'exécutif d'Irlande du Nord, partageant le pouvoir. L'Assemblée et l'Exécutif disparaissent le 28 mai 1974, après l'opposition au sein de l'UUP et la grève du Conseil des travailleurs d'Ulster. Cela conduit à l’imposition d’un gouvernement direct sur l’Irlande du Nord depuis Londres.
Il se présente aux élections générales de 1979 au Royaume-Uni et les élections partielles de 1986 au siège de Fermanagh et du Tyrone du Sud, mais sans succès dans les deux tentatives. Currie est également élu à l'Assemblée d'Irlande du Nord en 1982 pour le même siège. Cette Assemblée, qui était une tentative du gouvernement britannique de réintroduire le partage du pouvoir, est dissoute en 1986 sans que les fonctions ministérielles exécutives ne lui soient jamais transférées par le secrétaire d'État britannique pour l'Irlande du Nord, car aucun accord politique n'a pu être conclu sur le partage du pouvoir entre les partis en raison de l'abstentionnisme nationaliste, causé par un désaccord sur les limites des circonscriptions utilisées pour élire les membres et de l'opposition unioniste à l'accord anglo-irlandais de 1985.

### République d'Irlande
À la suite de sa décision de quitter la politique d'Irlande du Nord et de s'installer avec sa famille dans le comté de Kildare, Currie s'implique activement dans la vie politique de l'Irlande du sud. En partie à cause de ses doutes de longue date quant à l'engagement des hommes politiques de la République à l'égard du sort des nationalistes du Nord, il rejoint le parti Fine Gael en 1989. Il est élu député du Fine Gael pour Dublin West aux élections générales irlandaises de 1989.

#### Élection présidentielle irlandaise de 1990
En 1990, le Fine Gael choisit Currie comme candidat à l'élection présidentielle irlandaise de 1990, contre le Tánaiste et député Fianna Fáil, Brian Lenihan, Snr et la sénatrice Mary Robinson pour le Parti travailliste. L'élection de 1990 est la première élection contestée pour la présidence irlandaise depuis 17 ans. Currie obtient 267 902 votes de première préférence (environ 17 %) et est éliminé dès le premier tour. Le report de ses voix permet à Mary Robinson d'être élue première femme présidente d'Irlande au deuxième tour, battant Lenihan par plus de 86 000 voix.
Dans son autobiographie de 2004 All Hell will Break Loose, il écrit sur son expérience de candidat à l'élection présidentielle et sur les préjugés auxquels il a été confronté en tant que nationaliste d'Ulster dans la politique du Sud : « Ce qui m'a ennuyé, voire m'a le plus irrité, c'est la suggestion que parce que je venais du Nord, je n'étais pas un vrai Irlandais... ce que j'appelais la mentalité partitionniste... [pendant la campagne électorale] le ministre de la Justice [de l'époque du Fianna Fáil] Ray Burke a déclaré que le leader du Fine Gael , Alan Dukes, « devait aller à Tyrone pour trouver un candidat à la présidence"... c'était difficile à accepter, surtout de la part des soi-disant républicains".

#### Député
Après sa défaite à l'élection présidentielle, Austin Currie conserve son siège au Dáil à Dublin Ouest lors des élections générales de 1992 et 1997,. À la suite de la formation de la Coalition arc-en-ciel entre le Fine Gael, les travaillistes et la gauche démocratique, le 20 décembre 1994, le nouveau Taoiseach John Bruton nomme Currie au poste de ministre d'État chargé des droits de l'enfant aux ministères de la Santé et de l'Éducation et Justice devenant le tout premier ministre d'un gouvernement irlandais doté d'une responsabilité dédiée aux enfants. Il occupe ce poste jusqu'à la nomination d'un nouveau gouvernement irlandais le 26 juin 1997 à la suite des élections générales irlandaises de 1997.
Aux élections générales de 2002, Currie se présente dans la nouvelle circonscription de Dublin Mid-West et n'est pas élu. Il annonce immédiatement sa retraite de la politique active. Il continue à s'exprimer et à faire campagne pour les droits civiques sur toute l'île d'Irlande.

## Vie privée
Austin Currie rencontre sa femme Annita en 1961 alors qu'il étudie l'histoire moderne et la politique à l'Université Queen's de Belfast, où elle est également étudiante. Ils se marient en janvier 1968 et ont cinq enfants, Estelle, Caitríona, Dualta, Austin Óg et la sénatrice Emer Currie, membre du 26e Seanad.
Dans les années 1960 et 1970, lui et sa famille sont la cible répétée d'attaques paramilitaires loyalistes contre leur maison dans le comté de Tyrone. Lorsque les troubles éclatent en août 1969, Currie est informé par une source fiable que des membres des B-Specials ont l'intention de mener une attaque à l'arme à feu contre sa maison. Au total, il y a plus de trente attaques contre la maison de la famille Currie pendant les troubles. En novembre 1972, sa femme Anita subit une attaque brutale lorsque deux hommes armés et masqués font irruption chez elle dans le but d'attaquer son mari, qui se trouvait ce soir-là à une réunion politique à Cork. En parlant de cela dans une interview télévisée deux jours plus tard, Anita Currie raconte comment elle a été frappée jusqu'à perdre connaissance alors qu'elle était allongée sur le sol, sous les yeux de ses deux jeunes filles, impuissantes. En raison de ces risques et de sa désillusion croissante quant à la direction politique que prenait le SDLP, Currie quitte la politique d'Irlande du Nord et installe sa famille en république d'Irlande.
Austin Currie est décédé le 9 novembre 2021 à l'âge de 82 ans à sa résidence de Derrymullen,,.